# Капитановка (Киевская область)
Капитановка (укр. Капітанівка) — село, входит в Бучанский район Киевской области Украины.
Население по переписи 2001 года составляло 660 человек. Почтовый индекс — 08112. Телефонный код — 4598. Занимает площадь 0,077 км².

## Местный совет
08112, Киевская обл., Бучанский р-н, с. Дмитровка, ул. Садовая, 2